# Ad Zuiderent
Ad Zuiderent ('s-Gravendeel, 28 mei 1944) is een Nederlands dichter en literatuurcriticus.

## Levensloop
Zuiderent maakte op zijn achtste de watersnood van 1953 in Nederland mee. Hij studeerde Nederlands taal- en letterkunde aan de Universiteit van Amsterdam.
Vanaf 1969 ging hij lesgeven. Zes jaar lang doceerde hij Nederlands op de Christelijke Scholengemeenschap Buitenveldert te Amsterdam waarna hij voor vier jaar moderne Nederlandse letterkunde en vakdidactiek gaf aan de lerarenopleiding VL-VU. Tussen 1976 en 1978 gaf hij poëzieanalyse bij een opleiding Nederlands in Amsterdam. Van 1979 tot 2009 werkte hij als wetenschappelijk medewerker aan de Vrije Universiteit. Hij schreef recensies voor het dagblad Trouw en De Tijd en is redacteur van het Kritisch Literatuur Lexicon.
Zuiderent is naast letterkundige tevens dichter. Sinds 1966 publiceert hij gedichten in literaire tijdschriften, zoals Merlyn, Raster, Soma, Maatstaf, De Revisor, Tirade en het Nieuw Wereldtijdschrift. In 1968 debuteerde hij met de bundel Met de apocalyptische mocassins van Michel de Nostredame op reis door Nederland waarin hij de door hem beleefde watersnood van 1953 beschrijft.
De dichtbundel Natuurlijk evenwicht, uitgebracht in 1984, werd in datzelfde jaar onderscheiden met de Jan Campert-prijs.

## Werken
- Met de apocalyptische mocassins van Michel de Nostredame op reis door Nederland (gedichten, 1968)
- De afstand tot de aarde (gedichten, 1974)
- Geheugen voor landschap (gedichten, 1979)
- Zeven Uren U (pastiches, 1982)
- 1 februari 1953 (bloemlezing, 1983)
- Cycling, recycling (gedichten in het Engels, Duits, Tsjechisch en Servo-Kroatisch, 1984)
- Natuurlijk evenwicht (gedichten, 1984)
- Waar geen haven is (gedichten, 1987)
- Op het droge (gedichten, 1988)
- Een dartele geest, Aspecten van 'De chauffeur verveelt zich' en ander werk van Gerrit Krol (dissertatie, 1989)
- Op de hoogte van Icarus (gedichten, 1993)
- Ons klein en silwerige planeet (gedichten in het Nederlands en Afrikaans, 1997; samenstelling met Johann Lodewyk Marais)
- Jij als geen ander (gedichten, 2000)
- De tweede gisting, Over de compositie van dichtbundels (studies, 2001; samenstelling met Evert van der Starre)
- Na de watersnood (bloemlezing, 2003)
- Een rijke bron (over poëzie, 2004; samenstelling met Ena Jansen en Johan Koppenol)
- De 100 beste gedichten van 2003 (bloemlezing, 2004)
- Fietser naar niets (gedichten, 2004)
- Gerrit Krol, Werken op het snijpunt (studies, 2007; samenstelling met Bart Vervaeck)
- Energieke doelloosheid (proza, 2008)
- Van Korreweg naar Korreweg, 75 plaatsen in het leven van Gerrit Krol (biografie, 2010)
- We konden alle kanten op (gedichten, 2011)